# Paläotypie
Paläotypie (altgriechisch παλαιός palaiós, deutsch ‚alt‘, und von altgriechisch τύπος, týpos, deutsch „Schlag, Abdruck, Figur, Typ“) ist die Lehre von den Formen gedruckter Buchstaben. Sie wird neben der Paläografie zu Rückschlüssen auf die Datierbarkeit zeitgenössischer Werke und vor allem in der Inkunabelkunde angewandt.